# Пупочные катышки

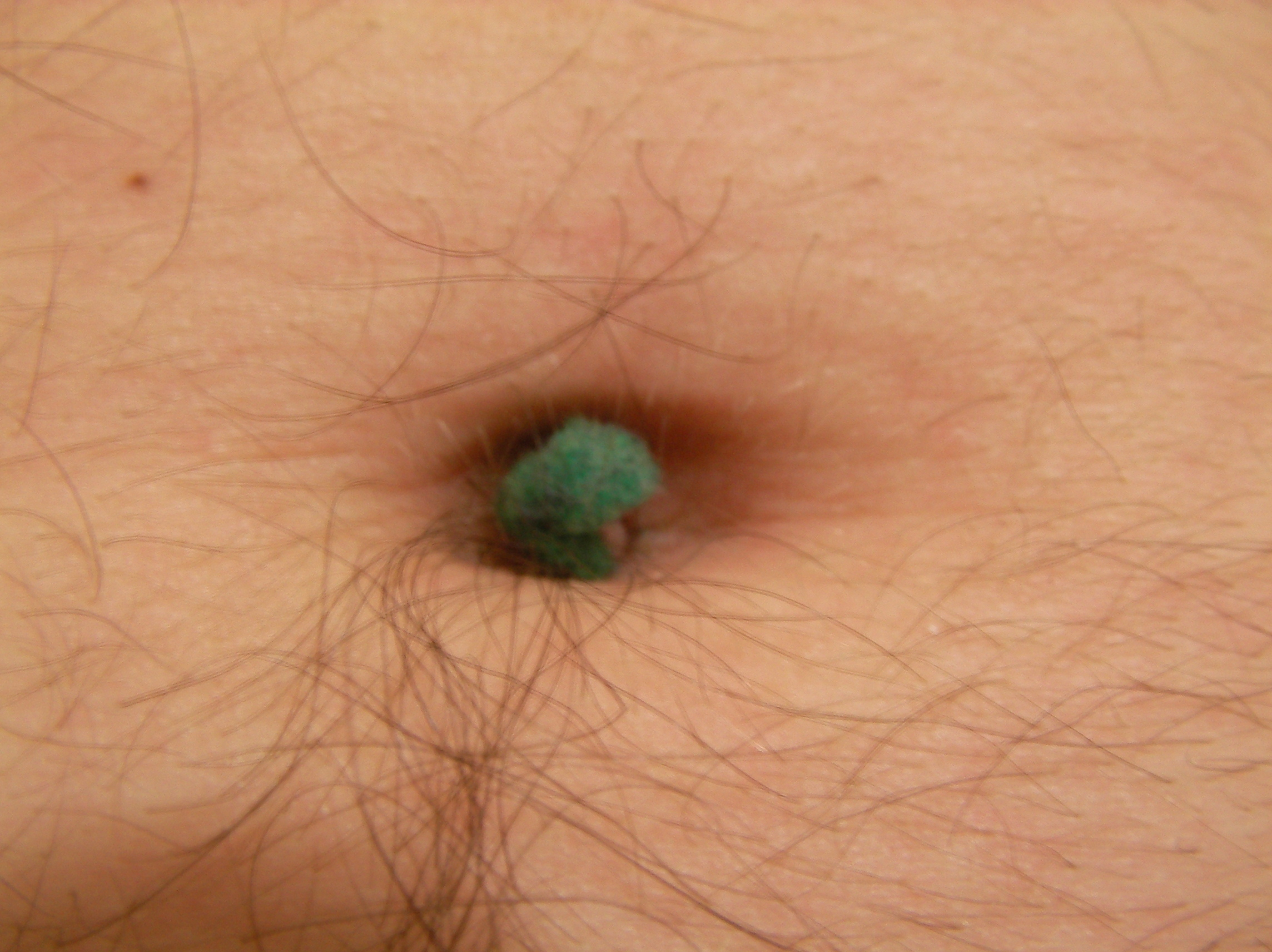

Пупочные катышки — комочки из пушистых тканевых волокон и пыли, периодически образующиеся к концу дня в пупках людей, чаще всего у мужчин с волосатыми животами. Цвет пупочных катышков, как правило, соответствует цвету носимой человеком одежды.

## Исследования
Пупочные катышки являлись предметом нескольких опросов и исследований, причём не только журналистских, но и научных. В частности, в 2001 году профессор из Сиднейского университета Карл Крушельницкий провёл социологический опрос, в котором его респонденты высказывали свои точки зрения на появление пупочных катышков, и опубликовал на основе его результатов целое исследование, в котором была высказана в том числе мысль о зависимости цвета катышков от цвета одежды. В 2002 году он был удостоен за него Шнобелевской премии.
Научные исследования пупочных катышков проводил также австрийский учёный Георг Штейнхаузер, изучив до подготовки публикации 503 их образца. Согласно его выводам, пупочные катышки содержат не только волокна ткани и пыль, но и мёртвые клетки, жиры и белки, что, по его мнению, может означать взаимосвязь между образованием катышков и очисткой данной области живота. В исследовании Штейнхаузера также приводятся тезисы о прямой зависимости между наличием волос на животе и образованием катышков и о том, что у людей, носящих старую одежду, катышки образуются гораздо реже.
В университете Северной Каролины с 2010 года проводятся исследования так называемого «биома пупка» в рамках проекта Belly Button Diversity Project (BBDP). В 60 взятых образцах пупочных катышков были, согласно опубликованным результатам, обнаружены 2368 различных видов бактерий, 1400 из которых не были известны науке. Учёные-хирурги в Японии также проводили исследования образцов пыли и ворса из пупка у 24 пациентов с присутствием синегнойной палочки, и результат исследования показал присутствие «удивительного разнообразия бактерий» в них. Журнал Medical Hypotheses проводил статистическое исследование средней массы пупочных катышков. Мода была определена в диапазоне 1,2—1,29 мг, в то время как среднее арифметическое (статистически чувствительная к максимальным значениям величина) их массы может составлять 1,89 мг с учётом людей с избыточной массой тела.

## Рекорд
Грэм Паркер, житель австралийского города Перт, является рекордсменом Книги рекордов Гиннесса по количеству образующихся у него пупочных катышков — каждый день он вынимает из своего пупка порядка 3,03 мг этой субстанции. При этом катышки в его пупке обычно коричневатого цвета, хотя он не носит одежды такого цвета; это, по мнению учёных[каких?], может свидетельствовать о несостоятельности теории Крушельницки.